# 왕고덕
왕고덕(王高徳, ?~?)은 고구려의 평원왕 때 대승상(大丞相)직을 지낸 고구려의 관리이다. 낙랑 왕씨의 사람으로 추정된다.